# علامت ثبت‌شده
نشان تجاری ثبت‌شده یا registered trademark یا® علامت R درون دایره است. این علامت نشان‌دهندهٔ ثبت شدن نام یا لوگو توسط یک ادارهٔ بین‌المللی ثبت علامت تجاری (trademark) است.
طبق قانون، متولی ثبت علامت تجاری، اداره مالکیت معنوی هر کشور می‌باشد که معمولاً تحت نظر WIPO (World Intellectual Property Organization) بوده و مقر آن در ژنو سوئیس می‌باشد و علامت تجاری را به مدت ۱۰ سال با مالکیت حقیقی یا حقوقی ثبت می‌کند.

## روش نوشتن
- در ویندوز: آلت + 0174 (بر روی بخش اعداد کیبرد).
- لینوکس: either AltGr key + R یا Compose key, O, R.
- مک اواس: Option + R.
- جانمایی صفحه‌کلید و جانمایی صفحه‌کلید: AltGr+R.
- ایمکس: C-x 8 R.
- اچ‌تی‌ام‌ال: &reg; or &#x00AE; or